# Semiquinone
Une semiquinone résulte formellement de l'addition d'un électron sur une quinone.  Il s'agit d'un radical libre très instable résultant ou bien de la perte d'un atome d'hydrogène par déshydrogénation d'une hydroquinone, par exemple de l'ubiquinol, ou bien de l'addition d'un atome d'hydrogène unique sur une quinone.  Une semiquinone se forme comme intermédiaire dans la réduction de la coenzyme Q10 (couramment appelée ubiquinone) en ubiquinol, qui est sa forme active.